# Australian Security Intelligence Organisation
Die Australian Security Intelligence Organisation (ASIO; deutsch Australischer Sicherheits- und Informationsdienst) ist Australiens Inlandsnachrichtendienst und in Zusammenarbeit mit der australischen Bundespolizei für die Abwehr von Spionage durch ausländische Mächte und die Überwachung und Abwehr von terroristischer und anderer politischer Gewalt zuständig.
Vor allem in der politischen Literatur wird die ASIO oft kurz als Australian secret intelligence organisation (australischer Geheimdienst) bezeichnet.
Der Dienst wurde im Jahr 1949 gegründet und hat seinen Sitz in Canberra. In den 1950er Jahren wurde er im Zuge der Petrov-Affäre bekannt. In den 1960er Jahren überwachte er wie andere westliche Geheimdienste die Gegner des Vietnamkrieges und andere politisch linksstehender Personengruppen und stufte sie teilweise zu Unrecht als Spione der damaligen Sowjetunion ein.
Das Misstrauen, das die Australian Labor Party von jeher der ASIO gegenüber hat, führte 1972 nach dem Wahlsieg der ALP zu einer Razzia auf die ASIO-Büros unter Führung des neuen Generalstaatsanwalts Lionel Murphy, den sogenannten Murphy Raids.